# Коюкук
Коюкук (на английски: Koyukuk River) е река в САЩ, в централната част на щата Аляска, десен приток на Юкон Дължината ѝ е 684 km (заедно с дясната съставяща я река Норт Форк Коюкук – 844 km), а площта на водосборния басейн – 82 880 km².
Река Коюкук се образува на 220 m н.в. от сливането на двете съставящи я реки Мидъл Форк Коюкук (лява съставяща) и Норт Форк Коюкук (дясна съставяща), изтичащи от южния склон на планината Ендикот, съставна част на големия арктичен хребет Брукс. По цялото си протежение тече предимно в югозападна посока в широка, плитка и силно заблатена долина, като образува стотици меандри, старици, острови, протоци и ръкави. Влива се отдясно в река Юкон, на 36 m н.в., при малкото градче Коюкук, разположено на десния бряг на Юкон, западно от нейното устие.
Водосборният басейн на реката обхваща площ от 82 880 km. На югоизток водосборния басейн на Коюкук граничи с водосборните басейни на множество по-малки десни притоци река Юкон, на запад – с водосборните басейни на реките Кобук и Ноатак, вливащи се в Чукотско море, а на север – с водосборния басейн на река Колвил, вливаща се в море Бофорт. Река Коюкук получава 11 притока с дължина над 100 km: леви – Мидъл Форк Коюкук (100 km), Саут Форк Коюкук (230 km), Канути (282 km), Дулби (137 km); десни – Норт Форк Коюкук (160 km), Джон Ривър (201 km), Алатна (233 km), Хогаца (190 km), Хуслиа (160 km), Катеел (185 km), Гисаса (110 km).
Подхранването ѝ е смесено – снежно-дъждовно, с ясно изразено пълноводие през лятото (от юни до август). Средният годишен отток при селището Хюз (в средното течение) е 404 m³/s, минимален 7,9 m³/s, максимален 9300 m³/s. В продължение на 7 – 8 месеца (от октомври до май) е заледена. По време на лятното пълноводие и когато е свободна от лед е плавателна за плитко газещи речни съдове по цялото си течение.